# ABBA
ABBA (рус. — «А́ББА») — шведская поп-группа, созданная в 1972 году, названная по первым буквам имён исполнителей: Агнета Фельтског, Бьорн Ульвеус, Бенни Андерссон, Анни-Фрид Лингстад. Является одним из наиболее успешных коллективов за всю историю популярной музыки и самым успешным из числа созданных в Скандинавии: записи группы по всему миру были проданы тиражом более 350 миллионов экземпляров.
Синглы квартета занимали первые места в чартах с середины 1970-х («Waterloo») до начала 1980-х («One of Us»), а сборники возглавляли мировые хит-парады и в 2000-х. Музыка группы остаётся в плейлистах радиостанций, и их альбомы продолжают продаваться по сей день.
Они были первыми представителями континентальной Европы, завоевавшими первые места в чартах всех ведущих англоговорящих стран (США, Великобритания, Канада, Ирландия, Австралия и Новая Зеландия).
За выдающиеся заслуги в музыке 15 марта 2010 года группа ABBA была включена в Зал славы рок-н-ролла.

## История группы
Основателями группы были музыканты, певцы и авторы песен Бьорн Ульвеус и Бенни Андерссон. Впервые они встретились на вечеринке летом 1966 года и решили, что им следует сочинять песни вместе. Бенни был в тот момент клавишником популярной в Швеции группы Hep Stars, Бьорн — певцом и гитаристом в ансамбле Hootenanny Singers. На концерте в Мальмё Бенни познакомился с певицей Анни-Фрид Лингстад, которая с тринадцати лет пела с разными группами и даже выступала на песенных фестивалях в Японии и Венесуэле. Тогда же Бьорн увидел в телевизионном шоу, как поёт собственную песню Jag var så kär Агнета Фельтског, и решил познакомиться с ней.
Впервые четвёрка собралась для записи телепрограммы в Стокгольме, а петь вместе начала с ноября 1970 года. Почти одновременно с дебютом квартета в одном из ресторанов Гётеборга 1 ноября 1970 года вышел собственный альбом Бьорна и Бенни Lycka с песнями на шведском языке, в котором Агнета и Фрида участвовали как бэк-вокалистки. В 1971 году Бенни и Бьорн поступили на работу на фирму Polar уже в качестве продюсеров. Трагический уход из жизни Бенгта Бернхага — ближайшего друга и соратника главы Polar Стига Андерсона, привёл на освободившееся место продюсера Бьорна Ульвеуса. Стиг предложил молодому автору эту должность, но Бьорна это не совсем устраивало. Он был согласен при условии, если на работу примут и его соавтора — Бенни Андерссона. Зарплаты на двоих у главы компании не было, и начинающим авторам пришлось работать на полставки.
В феврале 1973 года песня «Ring Ring» квартета ABBA, занявшая лишь третье место на национальном шведском отборе конкурса Евровидение, была записана на шведском, немецком, испанском и английском языках и возглавила чарты в Швеции, Австрии, Голландии, Бельгии и ЮАР. В марте 1973 года вышел первый долгоиграющий альбом квартета под названием Ring Ring. 6 апреля 1974 года песня ABBA Waterloo победила на конкурсе Евровидение в английском городе Брайтоне. Waterloo положила начало беспрецедентной последовательности из восемнадцати хитов подряд в британской десятке. Восемь из них достигли вершины: Mamma Mia (1976), Fernando (1976), Dancing Queen (1976), Knowing Me, Knowing You (1977), The Name Of The Game (1977), Take a Chance on Me (1978), The Winner Takes It All (1980), Super Trouper (1980). Верхнюю строчку чартов занимали также восемь альбомов группы, начиная со сборной пластинки Greatest Hits, вышедшей в Швеции в конце 1975 года. Достижения четвёрки за океаном были куда скромнее: только Dancing Queen в апреле 1977 года неделю держалась на вершине списка. Три альбома стали в США «золотыми» и только The Album (1977) стал «платиновым».
18 июня 1976 года ABBA выступала перед королём Швеции накануне королевской свадьбы, представив публике совсем новую песню Dancing Queen. В феврале 1977 года они совершили первое британское турне (на два концерта в королевском Альберт-холле (11 тысяч мест) поступило 3,5 миллиона заявок). Финальная часть в марте прошла в Австралии, где была снята большая часть материала для фильма «АББА». 15 декабря там же состоялась и мировая премьера фильма. На родине квартета премьера фильма прошла рождественским вечером 1977 года. 9 января 1979 года квартет принял участие в благотворительной акции ЮНИСЕФ в Нью-Йорке и передал организации все доходы от сингла Chiquitita. 13 сентября 1979 года концертом в Эдмонтоне (Канада) ABBA открыла своё первое североамериканское турне. Гастроли закончились в середине ноября в Европе.
С зимы 1981/1982 активность группы заметно пошла на спад. В декабре 1982 года вышел последний записанный вместе сингл ABBA Under Attack.
С 1983 года группа считается распавшейся, хотя официально об этом не объявлялось.
Новый рост популярности ABBA, как и всей музыки времён диско-бума, начался в 1992 году. Компания Polydor переиздала все хиты группы на двух компакт-дисках. Erasure издали мини-альбом с современными кавер-версиями песен группы под названием ABBA-esque, а австралийская группа Bjorn again добилась быстрого успеха с точно воспроизведённым и хорошо узнаваемым имиджем и звучанием группы ABBA.

### До 1972 года: сольные карьеры участников
Бенни Андерссон (р. 16 декабря 1946, Стокгольм) был клавишником шведской поп-группы «Hep Stars», популярной во второй половине 1960-х годов, чей репертуар состоял преимущественно из кавер-версий международных хитов. С полным правом их называли шведскими «Битлз»: их сильной стороной были живые выступления с эффектными шоу для фанатов, которыми были в основном молодые девушки. Андерссон играл на синтезаторе и постепенно начал писать оригинальные композиции для группы, многие из которых становились хитами.
Бьорн Ульвеус (р. 25 апреля 1945, Гётеборг) был солистом популярной фолк-группы «Hootenanny Singers». Он и Андерссон иногда встречались и договаривались о совместной записи. Стиг Андерсон, менеджер Hootenanny Singers и основатель звукозаписывающей компании Polar Music, увидел большой потенциал в совместной работе Андерссона и Ульвеуса и всячески поддерживал любые их начинания. Он как никто другой верил, что когда-нибудь они прославятся на весь мир.
Агнета Фельтског (р. 5 апреля 1950, Йёнчёпинг) — самая молодая участница группы. Когда ей не было и 18 лет, песня «Jag var så kär», написанная и исполненная самой Агнетой, стала № 1 в Швеции. Многие критики считали, что она талантливый композитор, большинство её песен написано в стиле популярной музыки. Вместе с написанием своих собственных песен она также записывала кавер-версии зарубежных хитов и исполняла их на конкурсах шведской самодеятельности. В итоге она стала самой популярной поп-певицей того времени. В 1969 году Агнета встречалась с Фридой на телешоу, несколькими месяцами позднее она встретилась с Бьорном на концерте. На съёмках телешоу в 1969 году они с Бьорном встретились вновь, познакомились и в 1971 году поженились. В 1972 году Агнета получила роль Марии Магдалины в шведской постановке мюзикла «Иисус Христос — суперзвезда». Критика высоко оценила её работу в этом проекте.
Анни-Фрид Лингстад (р. 15 ноября 1945, Балланген/Нарвик, Норвегия) с 13 лет пела с разными группами, работающими в танцевальном стиле. Позднее перешла в джазовый коллектив. В 1969 году она победила в национальном конкурсе талантов. Её профессиональная карьера началась с подписания контракта со шведским отделением компании EMI в 1967 году. Тогда же начали выходить и синглы с песнями в её исполнении, однако полноценный долгоиграющий альбом появился на свет лишь в 1971 году. В 1969 году она участвовала в конкурсе песни Мелодифестивален, где её песня «Härlig är vår jord» заняла 4-е место. Во время съёмок в студии она встретила Бенни Андерссона. Через несколько недель, на концертном туре по южной Швеции, состоялась вторая встреча. Скоро они начинают жить вместе, с этого же времени он начал продюсировать сольную карьеру Фриды.

### 1969—1972: дуэтBjörn & Benny
1969 год стал ключевой поворотной точкой в истории группы. Именно тогда распался ансамбль Андерссона «Hep Stars», активность коллектива Бьорна, «Hootenanny Singers», резко пошла на убыль, и музыканты оказались вынужденными переключить свою активность на другие проекты. Именно в это время укрепился их творческий союз, прежде не всегда регулярный, и оформились их отношения с Лингстад и Фельтског соответственно, которые оказали немалое влияние на творчество группы ABBA.
Впрочем, тогда этого названия не существовало ещё даже на бумаге. Положение осложнялось тем, что рубеж 1960-х—1970-х годов стал трудным временем для звёзд эстрады прежней эпохи. Популярная музыка приобрела большую серьёзность и социальную направленность, позаимствованную у рока, и возможности «простого развлечения» публики были сильно урезаны.
В таких условиях начиналась карьера дуэта «Björn & Benny», из которого, собственно, и развился вскоре квартет. Первой работой, в которой авторами значились только Бьорн и Бенни, стала музыка к эротическому фильму Inga II, написанная ими осенью 1969 года. Две композиции из числа записанных были выпущены как сингл весной 1970 года: «She's My Kind of Girl» вместе с «Inga Theme» (заглавная тема фильма) на второй стороне. Однако популярности у шведских слушателей они не снискали.
Тем не менее, ободряемые оптимизмом Стига Андерсона, музыканты собирались записать долгоиграющую пластинку. Такие планы имелись ещё летом 1969-го, однако тогда речь шла о демоальбоме, на композиции с которого ожидались бы кавер-версии. Теперь же предполагался релиз коммерческого LP, коим стал диск «Lycka» (со швед. — «счастье»), одиннадцать композиций которого были записаны между июнем и ноябрём 1970 года. На некоторых песнях отчётливо были слышны женские голоса их подруг — Агнеты и Фриды. Возможно, именно женский бэк-вокал предопределил успех композиции «Hej gamle man!», которая, будучи выпущенной как сингл из альбома, достигла прежде недостижимой пятой позиции в шведских чартах продаж.

### 1972—1973: квартетBjörn & Benny, Agnetha & Frida
В начале 1970-х, хотя Бьорн Ульвеуc и Агнета Фельтског были женаты, а Бенни Андерссон и Анни-Фрид Лингстад жили вместе, они продолжали делать собственные, не зависящие друг от друга, музыкальные карьеры в Швеции. Стиг Андерсон хотел вырваться на международный музыкальный рынок. Он, как никто другой, верил, что у них всё получится, и они смогут сочинить песню, которая прославится на весь мир. Он сподвиг Андерссона и Ульвеуса на написание песни для «Евровидения» 1972 года, которую должна была исполнить Лена Андерссон. Песня «Säg det med en sång» («Скажи это с помощью песни») заняла 3-е место на «Мелодифестивалене-72», чем подтвердила мнение Андерсона, что он находится на правильном пути.
Андерссон и Ульвеус экспериментировали в написании песен с новыми звуковыми и вокальными аранжировками. Одной из их песен была «People Need Love» с голосами девушек, что дало очень хороший эффект. Стиг Андерссон выпустил эту песню как сингл под авторством Björn & Benny, Agnetha & Anni-Frid. Песня достигла 17 места в шведских чартах, что убедило их в том, что они двигаются в правильном направлении. Этот сингл стал также первой песней, которая попала в чарты в Соединённых Штатах, где она достигла 114 места в чарте для синглов Cashbox и 117 места в чарте Record World’s. Позднее сингл был выпущен на Playboy Records. Хотя, по мнению Стига, песня должна была стать гораздо большим хитом в США, но маленькая звукозаписывающая компания Playboy Records не имела необходимых ресурсов для распространения записи среди продавцов и радиостанций.
В следующем году они попытались пробиться на «Мелодифестивален» с песней «Ring Ring». Студийной обработкой занимался Майкл Третов, который экспериментировал с технологией «стена звука», которая стала после этого применяться в записях ABBA. Стиг Андерсон заказал перевод стихов песен Нилу Седаке (Neil Sedaka) и Филу Коди (Phil Cody) на английский язык. Они собирались завоевать первое место, но стали лишь третьими. Тем не менее, группа выпустила альбом Ring Ring под тем же неудобным названием Björn, Benny, Agnetha & Frida. Альбом хорошо раскупался в Скандинавии, а песня Ring Ring стала хитом во многих странах Европы, но Андерсон чувствовал, что прорыв может быть, только если песня станет британским или американским хитом.
Когда у Агнеты Фельтског родилась дочь Линда в 1973 году, её на короткое время заменила Ингер Брундин во время тура по Западной Германии.

### 1973—1974: появление имени ABBA
Весной 1973-го Андерсон, уставший от неудобного названия группы, начал называть её приватно и публично как ABBA. Это сначала было шуткой, так как «Abba» — название широко известной в Швеции компании по переработке морепродуктов. По воспоминаниям Фельтског, «Когда мы решили назваться А-Б-Б-А, мы должны были получить разрешение у этой компании. Там нам ответили: „Согласны, только смотрите, чтобы нам не было за вас стыдно“. Не думаю, что им пришлось стыдиться за группу». Группа также устроила конкурс на выбор названия в местной газете. Среди вариантов были «Алибаба» и «БАБА».
В самый первый раз имя ABBA было найдено написанным на бумаге во время записи на студии Metronome Studio в Стокгольме 16 октября 1973 года. Первым синглом, выпущенным под этим именем, стал «Waterloo».
Идея нового, «фирменного» логотипа была предложена немецким фотографом Вольфгангом «Буби» Хайлеманном на фотосессии в бархатных комбинезонах для молодёжного журнала Bravo. На фотографии солисты ABBA держали гигантские начальные буквы своих имён. После того, как снимки были сделаны, Хайлеманн заметил, что Бенни Андерссон перевернул свою букву «В». Это вызвало дискуссии по поводу того, была ли это намеренная ошибка или случайность, и в итоге участники группы решили оставить эту букву отзеркаленной. Окончательный вариант логотипа был разработан Руном Седерквистом, который создал большинство обложек для пластинок ABBA. Амбиграмма впервые появилась на французском сборнике Golden Double Album, выпущенном в мае 1976 года Disques Vogue, и с тех пор стала использоваться для всех официальных релизов.
После приобретения каталога группы Polygram начал использовать варианты логотипа ABBA, используя другой шрифт. В 1992 году Polygram добавил к нему эмблему короны для первого выпуска сборника ABBA Gold: Greatest Hits. После того, как Universal Music приобрела Polygram (а следовательно, и лейбл ABBA Polar Music International), контроль над каталогом группы вернулся в Стокгольм. С тех пор оригинальный логотип был восстановлен на всех официальных продуктах.

### 1974—1977: Первые международные успехи
1974 — победители «Евровидения»
В 1972—1973 годах Бьорн, Бенни и менеджер Стиг верили в возможности Melodifestivalen и Евровидения. Поэтому, когда в 1973 году им предоставилась возможность написать новую песню для отбора на конкурс следующего, 1974 года, они согласились без раздумий. Выбирая между несколькими новыми песнями, в том числе рассматривая балладу «Hasta Mañana», выполненную в классическом для Евровидения 1960-х стиле, они неожиданно остановились на «Waterloo» — потому что группа была под впечатлением роста глэм-рока в Англии. Waterloo была безусловным глэм-рок поп-синглом, записанным Майклом Третовом с помощью технологии «стена звука».
ABBA завоевала сердца на родине, с большим отрывом выиграв Мелодифестивален 9 февраля 1974 года, и члены группы в своей третьей попытке были готовы «выстрелить» на международном уровне.
6 апреля 1974 года группа выступила с «Waterloo» на 19-м конкурсе песни «Евровидение», который проходил в городе Брайтон (Великобритания), и заняла там первое место. Так ABBA стали широко известными в Англии и взошли на вершины хит-парадов по всей Европе.
Waterloo была первой песней ABBA, ставшей для них номером 1 в Англии. В США она достигла шестой строчки в чарте Billboard Hot 100, хотя сам альбом Waterloo поднялся только на 145 позицию чарта Billboard 200.
Следующий их сингл So Long вошёл в топ-10 в Швеции и Германии, но не попал в чарты Англии. Но следующему релизу Honey, Honey удалось прорваться на 30 место в Billboard Hot 100 чарт в США.
В ноябре 1974 ABBA отправилась в их первое международное турне в Германию, Данию и Австрию. Турне не оказалось таким удачным, как надеялась группа, потому что многие билеты не были проданы, и из-за отсутствия спроса ABBA были даже вынуждены отменить несколько концертов, включая заранее планировавшийся концерт в Швейцарии.
1975
Вторая часть тура, которую ABBA предприняли в Скандинавии в январе 1975 года, полностью отличалась от первой: они собирали полные залы и, наконец, получили тот приём, которого ожидали. В течение 3 недель летом 1975 года ABBA компенсировали во время тура по Швеции то, что было прошлым летом. Они дали 16 концертов на открытом воздухе в Швеции и Финляндии, привлекая огромные толпы народа. Их шоу в Стокгольме в луна-парке Gröna Lund просмотрело 19 200 человек.
Несмотря на растущую популярность ABBA, непостоянство успеха группы не позволяло её участникам до конца расстаться с сольными проектами.
Так, в конце 1975 года Фрида закончила работу над своим шведскоязычным сольным альбомом «Frida ensam». Открывала эту пластинку песня «Fernando», один из наиболее успешных хитов в истории группы, но в версии на шведском языке. Опасаясь досужих домыслов, директор группы Стиг Андерсон настоял на продолжении совместного творчества ансамбля. Последующий сольный альбом солистки ABBA, «Something's Going On», увидел свет лишь в 1982 году.
Релиз их третьего альбома ABBA и третий сингл SOS попал в 10 лучших, а альбом достиг 13 места. К группе больше не относились как к однохитовой группе.
1976
Успех в Британии был подтверждён, когда Mamma Mia стала номер 1 в январе 1976 года. В США SOS попала в 1 десятку Record World сто лучших песен и стала 15 в Billboard Hot 100, а также получила награду BMI Award как наиболее часто транслируемая по радио песня в 1975 году.
Несмотря на это, успех ABBA в Штатах был непостоянен. Хотя у них получалось прорваться на рынок синглов, до 1976 года у них уже было 4 песни, входившие в топ-30, рынок альбомов оказался слишком крепким орешком, который им никак не удавалось покорить. Альбом ABBA достиг меньшего, чем 3 сингла, поднявшись только на 165 место в чарте альбомов Cashbox и на 174 в чарте Billboard 200. Мнение было таково, что в США причиной была всё та же очень плохая рекламная кампания.
В ноябре 1975 года группа выпускает сборник Greatest Hits. Он включает в себя 6 песен, которые попадали в Топ 40 в Великобритании и США. Он становится первым альбомом, достигшим первого места в Англии, и включает в себя песню Fernando (которая первоначально была написана на шведском языке для Фриды и вошла в её сольный альбом 1975 года). Сингл Fernando занял первое место по меньшей мере в тринадцати странах по всему миру, включая Великобританию, Германию, Францию, Австралию, Южную Африку и Мексику, и вошёл в пятёрку лучших на большинстве других значимых рынков, в том числе под номером четыре, став их самым большим хитом дня, в Канаде; сингл разошёлся тиражом более 10 миллионов копий по всему миру. Один из широко известных и очень популярных треков ABBA, Fernando, не появился на шведских или австралийских релизах альбома Greatest Hits. В Швеции песня ждала до 1982 года и появилась в сборном альбоме The Singles: The First Ten Years. В Австралии трек вышел в альбоме 1976 года Arrival. Greatest Hits вознесли группу в топ-50 в США в списке лучших альбомов, что позволило продать более 1 миллиона копий в США.
В США песня Fernando достигла топ-10 Cashbox Top 100 лучших песен и стала 13 в Billboard Hot 100. Сингл также стал первым в чарте Billboard Adult Contemporary, это первый сингл ABBA, который достиг верхушки какого-либо американского чарта. В Австралии 2006 года хит Fernando держит рекорд, как дольше всех удержавшаяся на первом месте (15 недель, наравне с Hey Jude «Битлз»).
Следующий альбом Arrival достиг более высокой ступени как в уровне текстов песен, так и в качестве студийной работы. Он получил великолепные отзывы от английских музыкальных еженедельников типа Melody Maker и New Musical Express, а также очень хорошие отзывы от американских критиков. Фактически несколько хитов из этого диска: Money, Money, Money; Knowing Me, Knowing You и самый сильный хит Dancing Queen. В 1977 альбом Arrival был номинирован на премию Brit Awards в категории «Лучший интернациональный альбом года». В это время ABBA были очень популярны в Англии, большей части Восточной Европы и Австралии.
Однако их популярность в США была на гораздо меньшем уровне, и только Dancing Queen удалось стать № 1 чарта Billboard Hot 100. Как бы то ни было, Arrival стал прорывным для ABBA в США, где он занял 20-ю позицию в чарте альбомов Billboard.
1977
В январе 1977 ABBA отправилась на гастроли по Европе. В это время статус группы коренным образом изменяется, и они становятся суперзвёздами. ABBA начинают их давно ожидаемое путешествие в Осло в Норвегии и показывают шоу, в которое включены сценки их самосочинённой мини-оперетты. Этот концерт привлёк большое внимание СМИ из Европы и Австралии. ABBA продолжили тур по Европе и закончили его двумя концертами в Лондоне в королевском Альберт-холле. Билеты на эти концерты были доступны только для заказа через почту, и, как выяснилось позже, почта получила более трёх с половиной миллионов заказов на билеты. Тем не менее, были жалобы на слишком «стерильное и приглаженное» шоу.
После европейской части тура в марте 1977 года ABBA дала 11 концертов в Австралии. Тур сопровождался массовой истерией и огромным вниманием прессы, что хорошо показано в полнометражном фильме ABBA: The Movie, снятом клипмейкером группы Лассе Халльстрёмом. Мировая премьера фильма прошла в Австралии в четырёх крупных городах 15 декабря. На родине артистов премьера фильма состоялась 26 декабря в 19 крупных и средних городах, включая Стокгольм. Благодаря директору группы Стигу Андерсону фильм увидели и в СССР. Весной 1979 года он побывал в Москве, где вёл переговоры о прокате фильма. По воспоминаниям сотрудницы посольства Швеции в Москве Марианн Хультберг, в этой поездке его сопровождала его супруга Гудрун и ближайшая помощница, секретарь и заместитель Йорель Хансер. В результате переговоров фильм был куплен с правом проката на пять лет и с августа-сентября 1981 года начал демонстрироваться в Советском Союзе.
Тур в Австралии и фильм, основанный на этом, содержат забавные детали. Агнета в группе исполняла роль хорошо выглядевшей блондинки и «девушки с открытки» — роль, против которой она восстала. На протяжении тура она выходила на сцену в кожаном белом очень плотном комбинезоне, что дало повод одной газете написать заголовок «Шоу задницы Агнеты». Когда её спросили об этом на пресс-конференции, она ответила: «Разве в Австралии нет задниц?».
В декабре 1977 в Швеции (во многих странах — в январе 1978) был выпущен альбом The Album. Хотя диск был принят критиками хуже, чем другие, он содержал-таки в себе хиты The Name of the Game и Take a Chance on Me, оба достигли первых мест в Англии и 12 и 3 соответственно в Billboard Hot 100 в США. Хотя Take a Chance on Me не возглавил американские чарты, он оказался там самым популярным синглом ABBA, продав больше копий, чем Dancing Queen. Альбом также включал в себя песню Thank You for the Music, которая позднее была выпущена в Англии как сингл, а также была обратной стороной на пластинке с песней Eagle, в местах, где эта песня выпускалась как сингл. Thank You for the Music стала одной из самых любимых и известных песен ABBA, не будучи выпущенной в качестве сингла при «жизни» группы. ABBA: The Album возглавил чарты альбомов в Великобритании, Нидерландах, Новой Зеландии, Швеции, Норвегии, Швейцарии, поднявшись в Топ-5 в Австралии, Германии, Австрии, Финляндии и Родезии и войдя в Топ-10 в Канаде и Японии. Источники также указывают, что продажи в Польше превысили 1 млн копий и что спрос на продажи в России не мог быть удовлетворён имеющимся предложением.

### 1978—1979: Пик популярности
В 1978 году ABBA были сверхпопулярны. Они переделали старый кинотеатр в звукозаписывающую студию Polar Music в Стокгольме, где позднее записывались другие известные группы, такие как Led Zeppelin (альбом In Through the Out Door) и Genesis (альбом Duke).
Записанный в 1978 году сингл «Summer Night City» стал для группы последним лидером шведского хит-парада: местная публика уже успела «пресытиться» знакомым звучанием. Это обстоятельство, а также сравнительно слабый результат в британском чарте (пятое место) стало причиной невключения данного трека в следующий номерной альбом Voulez-Vous (апрель 1979 года).
Две песни для нового альбома были записаны на семейной студии Criteria Studios в Майами с помощью звукорежиссёра Тома Дауда (с англ. — «Tom Dowd»). Альбом занимает первые места в Европе и Японии, в первой десятке в Канаде и Австралии и в первой двадцатке в США. Ни одна из песен альбома не достигла первой строчки в чартах Соединённого Королевства, но каждый из синглов, выпущенных из него («Chiquitita», «Does Your Mother Know», «Voulez-Vous» и «I Have a Dream»), попал в топ-5.
В Канаде I Have A Dream становится для группы второй песней № 1 в чарте RPM Adult Contemporary, первой песней была Fernando.
В январе 1979 группа исполнила песню Chiquitita на концерте «музыка для UNICEF» во время ассамблеи ООН. ABBA пожертвовали все доходы от этого всемирного хита в фонд UNICEF.
В середине января 1979 года Ульвеус и Фельтског объявили о разводе. Эта новость вызвала интерес со стороны СМИ. Когда возникли сомнения в будущем группы, ABBA заверила прессу и своих поклонников, что продолжат свою работу как группа и что развод не повлияет на них.
Позже в этом же году группа выпустила второй альбом-сборник Greatest Hits Vol. 2, на котором был новый трек «Gimme! Gimme! Gimme! (A Man After Midnight)», пожалуй, их самый известный диско-хит в Европе. Альбом-сборник Greatest Hits Vol. 2 занял первое место в Великобритании, Бельгии, Канаде и Японии, войдя в топ-5 в нескольких других странах, но достиг только 20-го места в Австралии и 46-го места в США. В СССР в конце 1970-х годов группе платили нефтяными биржевыми товарами из-за эмбарго на рубли.
13 сентября 1979 года ABBA начали свой первый и единственный североамериканский тур в канадском Эдмонтоне с полным залом, вмещающим 14 тысяч человек. В течение следующих четырёх недель они дали 17 концертов, 13 в США и четыре — в Канаде.
Последний запланированный концерт в США в Вашингтоне был отменён по причине эмоционального срыва Агнеты, который она получила во время перелёта из Нью-Йорка в Бостон, когда частный самолёт, в котором она находилась, попал в экстремальные погодные условия и долгое время не мог приземлиться. Тур закончился шоу в Торонто в Канаде перед примерно 18 000 зрителей. Это выступление вызвало поток жалоб от фанов группы, которые говорили, что ABBA всё же более студийная, чем концертная шоу-группа.
19 октября тур продолжился в Западной Европе, где музыканты дали 23 концерта, включая шесть вечеров в лондонской Уэмбли Арена.

### 1980: Тур по Японии иSuper Trouper
В марте 1980 года ABBA отправились в Японию на гастроли. Когда они прилетели в аэропорт, то были атакованы сотнями поклонников. Группа дала 11 концертов, собрав полные залы, включая 6 выступлений в токийском Budokan. Этот тур оказался последним в карьере квартета.
В ноябре 1980 года увидел свет их новый альбом Super Trouper, который отражал некоторое изменение в стиле группы, большее использование синтезаторов и более личные тексты песен. Было получено более 1 миллиона заказов на этот альбом ещё до его выпуска, что являлось рекордом. Главным фаворитом этого альбома считался сингл The Winner Takes It All, который достиг первого места в чартах Англии. В США он достиг 8 места в Billboard Hot 100. Песня была написана как будто о семейных проблемах Агнеты и Бьорна. Следующая песня, Super Trouper, также стала хитом #1 в Англии, но в США не смогла достичь даже топ-40. Другой трек из альбома Super Trouper, Lay All Your Love on Me, выпущенный ограниченным тиражом в некоторых странах, достиг вершины Billboard Hot Dance Club Play и 7-го места в английском чарте синглов.
Также в июне 1980 года ABBA выпустила сборный альбом своих хитов на испанском языке Gracias Por La Música. Он был выпущен в испаноговорящих странах, а также в Японии и Австралии. Альбом стал очень успешным, и вместе с испаноязычной версией Chiquitita стал прорывным для их успеха в Южной Америке.

### 1981: Развод Бенни и Фриды, альбомThe Visitors
В январе 1981 года Бьорн женится на Лене Калерсо, а менеджер группы Стиг Андерсон отметил своё 50-летие. К этому событию ABBA подготовили ему подарок, записав песню Hovas Vittne, посвящённую ему и выпущенную тиражом всего в 200 экземпляров на пластинках из красного винила. Этот сингл сейчас является наиболее желанной вещью для коллекционеров.
В середине февраля Бенни и Фрида сообщили, что собираются развестись. Позже стало известно, что их брак испытывал проблемы уже на протяжении довольно долгого времени. Бенни встретил другую женщину, Мону Норклит, на которой и женился в ноябре того же года.
Бьорн и Бенни занимались написанием песен для нового альбома всё начало 1981 года и начали работу в студии над записью в середине марта. В конце апреля группа приняла участие в телевизионной программе Dick Cavett Meets ABBA, где исполнила 9 песен. Это стало их последним живым выступлением перед публикой. Запись нового альбома была на середине, когда студия купила новый цифровой 32-дорожечный магнитофон взамен 16-дорожечного аналогового. Запись альбома The Visitors продолжалась на протяжении всей осени для того, чтобы выпустить его к Рождеству.
Пилот Формулы-1 Слим Боргудд принимал участие в сессионных записях альбомов группы, а на боковых воздухозаборниках его болида ATS находились логотипы ABBA.

### 1982—1983. Забвение и «распад»
После череды неудач, у группы начинаются проблемы. В середине—конце 1980-х годов творчество группы оказалось в тени музыки новой эпохи. Композиции в стиле синти-попа, к популяризации которого шведский квартет в начале десятилетия приложил руку (напр., трек «Lay All Your Love on Me»), и новой волны затмили диско и традиционный поп в том виде, в каком ABBA толковали его в своём творчестве.
Весной 1982 года группа собралась вместе для записи новых песен. Планы были не совсем ясны, но обсуждался новый альбом и предполагалась перспектива небольшого тура. Сессии звукозаписи в мае и июне 1982 года проходили с трудом, и в итоге были записаны только три песни: You Owe Me One («Ты мне должен»), I Am the City («Я — город») и Just Like That («Просто так»). Андерссон и Ульвеус не были удовлетворены результатом, поэтому дальнейшая запись песен была отложена, и группа взяла перерыв на лето. Вернувшись в студию в начале августа, группа изменила планы на оставшуюся часть года: они договорились о выпуске рождественского двойного альбома, в котором будут собраны все их прошлые синглы, под названием — The Singles: The First Ten Years. После записи песен в октябре и декабре вышли синглы The Day Before You Came/Cassandra и Under Attack/You Owe Me One, А-стороны которых были включены в сборник. Ни один из них не попал в топ-20 в Соединённом Королевстве, хотя The Day Before You Came вошёл в топ-5 хитов во многих европейских странах, таких как Германия, Нидерланды и Бельгия. Альбом занял первое место в Великобритании и Бельгии, 5-е место в Нидерландах и Германии и 20-е место во многих других странах. Under Attack, последний релиз группы перед распадом, вошёл в топ-5 хитов в Нидерландах и Бельгии. I Am the City и Just Like That остались неизданными в альбоме The Singles: The First Ten Years для возможного включения в следующий планируемый студийный альбом, хотя этого так и не произошло. «I Am the City» в конечном итоге была выпущена на сборнике More ABBA Gold в 1993 году, в то время как Just Like That была переработана в новые песни с другими исполнителями, спродюсированными Андерссоном и Ульвеусом. Переработанная версия стихов попала в мюзикл «Шахматы». Часть припева Just Like That в конечном итоге была выпущена в ретроспективном бокс-сете в 1994 году, а также в попурри ABBA Undeleted, представленном на девятом диске серии — The Complete Studio Recordings. Несмотря на ряд просьб фанатов, Ульвеус и Андерссон по-прежнему отказываются выпускать версию ABBA Just Like That в первоначальном виде, хотя полная версия появилась на бутлегах.
Их последнее появление в качестве группы состоялось в эфире британской телепрограммы The Late, Late Breakfast Show (в прямом эфире из Стокгольма через спутник) 11 декабря 1982 года. В январе 1983 года Агнета принялась записывать сольный альбом, в то время как Фрида уже выпустила собственный альбом Something’s Going On за несколько месяцев до этого. Альбом оказался очень успешным.
Бьорн и Бенни занялись написанием песен для мюзикла «Шахматы» и своим новым проектом группой «Gemini». А группа ABBA была «положена на полку». [уточнить]
Бьорн и Бенни отрицали факт распада группы в своих интервью («Кто мы без наших девочек?! Инициалы Брижит Бардо?»). Фрида и Агнета несколько раз говорили, что ABBA непременно соберутся вновь для записи нового альбома в 1983 или в 1984 годах. Однако между членами группы уже не было отношений, способствующих совместной работе. К тому же и со Стигом Андерсоном взаимоотношения зашли в тупик. С тех пор шведская четвёрка не появлялась на публике в полном составе (за исключением января 1986 года) до 4 июля 2008 года, когда состоялась шведская премьера фильма-мюзикла Mamma Mia!. Тем не менее, никто из музыкантов так никогда и не объявлял, что группа распалась.
Попытка исправить ситуацию с продажами, предпринятая лейблом Polar Music и воплотившаяся в ABBA Live (первом и единственном за почти 30 лет официальном «живом» релизе группы), оказалась провальной. Даже мастерство студийного инженера группы М. Третова не спасло альбом от рекордно низких результатов в чартах и отрицательных отзывов критики.

### 1993—2006:ABBA Goldи далее
К началу 1990-х годов шведский квартет в целом сошёл с радаров музыкальной критики, и новое поколение, выросшее на музыке второй половины 1980-х, едва ли было знакомо с его творчеством. Тем примечательнее проследить, каким образом ABBA снова нашла своего слушателя.
11 июня 1992 года ирландская рок-группа U2 давала концерт на арене Эрикссон-Глоб в Стокгольме. Неожиданно для всех присутствующих в конце представления на сцену поднялись Бьорн Ульвеус и Бенни Андерссон, исполнившие вместе с Боно песню «Dancing Queen».
Летом 1992 года британский дуэт Erasure выпустил мини-альбом Abba-esque, в который вошли четыре песни, первоначально исполненные ABBA: «Lay All Your Love on Me», «SOS», «Take a Chance on Me» и «Voulez-Vous». Релиз неожиданно оказался крайне успешным, войдя в топ-5 европейских хит-парадов и возглавив чарт Великобритании. По этой причине многие другие исполнители, вслед за Erasure, записали свои кавер-версии песен ABBA.
Наконец, к осени 1992 года лейбл Polygram осознал, что потенциал творчества группы ещё не утерян, и решился на выпуск сборника, получившего название ABBA Gold.

### 2006—2008: Mamma Mia!
Во время премьер мюзикла в разных странах участники группы неоднократно появлялись перед публикой. В октябре 2006 года специально на премьеру мюзикла в Москву приехали трое участников прославленного шведского квартета Фрида Рёйсс, Бьорн Ульвеус и Бенни Андерссон. Агнета Фельтског письменно поблагодарила за приглашение, но предпочла остаться.
На премьере фильма Mamma Mia! в Стокгольме в 2008 году впервые за почти 20 лет все четверо участников группы собрались одновременно в одном месте. Камеры зафиксировали их на балконе кинозала вперемешку с исполнителями главных ролей в фильме. Сфотографировать всю четвёрку отдельно от других артистов не удалось.

### С 2008: Воссоединение и новые проекты
В интервью газете Sunday Telegraph, последовавшем за этой премьерой (июль 2008), Бьорн Ульвеус и Бенни Андерссон подтвердили, что на сцене вместе они уже больше не соберутся. Ульвеус заявил: «Мы более никогда не появимся на сцене вместе. Нет ничего, что могло бы заставить нас объединиться. Деньги — не такой фактор, который имеет для нас значение в данном вопросе. Мы бы хотели, чтобы люди всегда помнили нас такими, какими мы были: молодыми, яркими, полными энергии и амбиций. Помнится мне, как Роберт Плант сказал когда-то о Led Zeppelin, что они являются кавер-группой, потому что всё, что они делают, есть каверы на самих себя, на собственные же прошлые работы. И, по моему мнению, это очень верное определение».
Однако в 2010 году Лингстад заявила, что встречалась с Агнетой Фельтског — и они впервые с момента распада группы в 1982 году обсудили возможность совместных выступлений.
7 мая 2013 года в Швеции открылся музей, посвящённый творчеству ABBA, в коллекцию вошли экспонаты, связанные с музыкантами: сценические костюмы, музыкальные инструменты и другое. И в ноябре того же года в прессе снова появились публикации с предположениями о возможном объединении коллектива.
5 июня 2016 года состоялось частное мероприятие, посвящённое 50-летию творческого союза Бьорна Ульвеуса и Бенни Андерссона. Присутствовавшие на мероприятии Агнета Фельтског и Фрида Лингстад исполнили в честь своих коллег по группе песню 1980 года «Me and I». К неожиданности всех присутствовавших, к концу песни Бьорн и Бенни присоединились к своим экс-супругам на сцене, тем самым ознаменовав первое «выступление» группы в полном составе за 30 лет.
В апреле 2018 года стало известно, что группа ABBA воссоединилась для записи новых песен и последующего проведения «виртуального тура», в ходе которого на сцене будут выступать голограммы участников коллектива. Также было представлено рабочее название одной из двух записанных композиций, под наименованием «I Still Have Faith in You». Дата выпуска альбома не оговаривалась. В сентябре того же года стало известно, что две новых песни, «I Still Have Faith in You» и «Don’t Shut Me Down», а также новый документальный фильм под названием «Thank You for the Music» будут выпущены не ранее следующего года. Дата выпуска не оговаривалась.
В июле 2020 года в прессе появились сообщения, что 2021 году будут выпущены пять новых песен группы. Впоследствии менеджер группы Йорел Хансер опровергла эту информацию.
В августе 2021 года стало известно, что группа ABBA после 39-летнего перерыва в творчестве планирует выпустить пять новых песен.
2 сентября 2021 года на официальном YouTube-канале квартета были презентованы два видеоклипа на две новых песни: «I Still Have Faith in You», составленный из архивных видеосъёмок и компьютерной анимации с трёхмерными моделями исполнителей, и «Don’t Shut Me Down» (видеозарисовка с текстом песни). Обе песни стали тизером нового альбома группы, который получил название «Voyage» и чей трек-лист составили 10 композиций. Релиз нового альбома состоялся 5 ноября 2021 года, в этот день на YouTube-канале ансамбля были опубликованы оставшиеся композиции пластинки в виде аудиозаписей и видеозарисовок с текстами песен. Этот альбом стал девятым и по уверению группы, последним студийным альбомом в истории ABBA.
Анонс нового альбома сопровождался выпуском анонсированных ранее новых синглов «I Still Have Faith in You» и «Don’t Shut Me Down». Музыкальное видео на «I Still Have Faith in You», в котором представлены кадры группы во время их выступлений, а также первое появление ABBAtars, набрали более миллиона просмотров за первые три часа. «Don’t Shut Me Down» стал первым релизом ABBA с октября 1978 года, который возглавил чарт синглов в Швеции. В октябре 2021 года был выпущен третий сингл «Just a Notion», и было объявлено, что ABBA навсегда распадётся после выхода Voyage. Однако,11 ноября на BBC Radio 2 Люнгстад заявила, что «не будьте слишком уверены», что Voyage — последний альбом ABBA. Кроме того, в интервью BBC News 5 ноября Андерссон заявил, что «если они (дамы) выкрутят мне руку, я могу передумать». Четвёртый сингл с альбома «Little Things» был выпущен 3 декабря.
В мае 2022 года впервые за 36 лет участники собрались вместе на премьере голографического шоу ABBA Voyage. Тогда же после премьеры ABBA Voyage, Андерссон заявил в интервью Variety, что «после этого ничего не будет», подтвердив, что этот проект станет последним, в котором ABBA будут сотрудничать как группа.
В 2023 году в честь группы был назван род пауков Abba из Австралии.
В мае 2023 года участники группы отказались выступать на «Евровидении-2024» в свой 50-летний юбилей.
В 2024 году король Швеции Карл XVI Густав наградил группу рыцарским Орденом Вазы, одной из самых престижных премий Швеции, за вклад в шведскую и мировую музыкальную культуру, участникам присвоено звание командоров I класса.

## Особенности творчества
Поскольку все четыре участника группы имели музыкальный опыт до прихода в группу, творчество квартета стало весьма разнообразным с музыкальной точки зрения. Это не умаляется даже тем обстоятельством, что большинство песен написано Бенни (музыка) и Бьорном (тексты), а в первые годы существования группы большой творческий вклад внёс Стиг Андерсон. В качестве личного примера Андерссон и Ульвеус называли, прежде всего, авторский дуэт Леннон — Маккартни, а также Элвиса Пресли и The Beach Boys. На музыку квартета оказали влияние шведские народные песни, а также классические работы Моцарта, Верди и Баха.
Публика всегда отмечала яркие и стильные сценические костюмы, в которых выступали участники группы ABBA. Между тем причина их использования была вполне прозаичной: согласно положениям шведского налогового законодательства, стоимость реквизита уменьшала базу налога на прибыль только в том случае, если этот реквизит не мог использоваться в любом другом качестве.
ABBA делали акцент на участие в телепрограммах и съёмки клипов к песням, а не на концерты.

## Критика
Величие группы ABBA, качество их песен и вклад в мировую музыку всегда признавались большинством слушателей и музыкальных критиков. Однако, отзывы о творчестве шведского квартета далеко не всегда были положительными. Стиль группы порой становился объектом критики, а некоторые песни вызывали у рецензентов неоднозначное мнение.
Автор The Daily Mail Эдриан Триллс, анализируя всё творчество группы, писал, что ABBA постоянно переходила из одной крайности в другую: исполняла и зажигательные песни (вроде Waterloo) и очень меланхоличные баллады (вроде The Winner Takes It All).
Критик Надежда Афанасьева обвиняет тексты ABBA в сексизме: «Лирика ABBA не только поощряет отношения, в которых женщина, ослеплённая чувствами, продолжает терпеть безразличие и пренебрежение мужчины, но так же сурово наказывает героинь, которые решили от такой любви отказаться». Она отмечает, что если бы некоторые песни группы вышли бы в XXI веке, то реакция на них была бы куда более жёсткой. В качестве примера она отмечает песню «Does Your Mother Know», где недвусмысленно описываются отношения взрослого мужчины и несовершеннолетней девочки. Даже в своём последнем альбоме, отмечает Афанасьева, ABBA не отошли от сексизма.
В 2021 году выход альбома Voyage вызвал у критиков неоднозначные чувства. Группа намеренно исполнила свои новые песни в старом стиле, отказавшись от каких-либо новых тенденций (таких как хип-хоп, ремикс, нью-рейв и т. д.). Многие поклонники и рецензенты увидели в этом плюсы, критики же сочли это явным минусом. Джуд Роджерс в своём обзоре «Не благодарим за музыку» для The Guardian пришла к выводам, что, вместо критической оценки своего прошлого, группа безнадёжно застряла в нём. Фольклорные кельтские мотивы в «When You Danced with Me» вызывают у Роджерс не ностальгию, а лёгкую тошноту. Рождественская «Little Things» была названа преступлением против чувств здравомыслия и сентиментальности.

## Дискография

### Студийные альбомы
- 1973 — Ring Ring
- 1974 — Waterloo
- 1975 — ABBA
- 1976 — Arrival
- 1977 — The Album
- 1979 — Voulez-Vous
- 1980 — Super Trouper
- 1981 — The Visitors
- 2021 — Voyage

## Туры
Концертные туры
- Swedish Folkpark Tour (1973)
- European Tour (1974—1975)
- European & Australian Tour (1977)
- ABBA: The Tour (1979—1980)

Концертные резиденции
- ABBA Voyage (2022—2024)

## Комментарии
1. ↑  Своеобразная отсылка к песне группы «Thank You for the Music».